# Conchylia
Conchylia là một chi bướm đêm thuộc họ Geometridae.

## Các loài
- Conchylia ditissimaria Guenée, 1857
- Conchylia gamma Prout, 1915
- Conchylia irene Prout, 1915
- Conchylia lapsicolumna Prout, 1916